# Athysanella robusta
Athysanella robusta är en insektsart som beskrevs av Baker 1898. Athysanella robusta ingår i släktet Athysanella och familjen dvärgstritar. Inga underarter finns listade i Catalogue of Life.